# Apamea inebriata
Apamea inebriata là một loài bướm đêm thuộc họ Noctuidae. Nó được tìm thấy dọc theo bờ biển phía đông từ Nova Scotia tới North Carolina.